# Besmont
Besmont est une commune française située dans le département de l'Aisne en région Hauts-de-France.

## Géographie

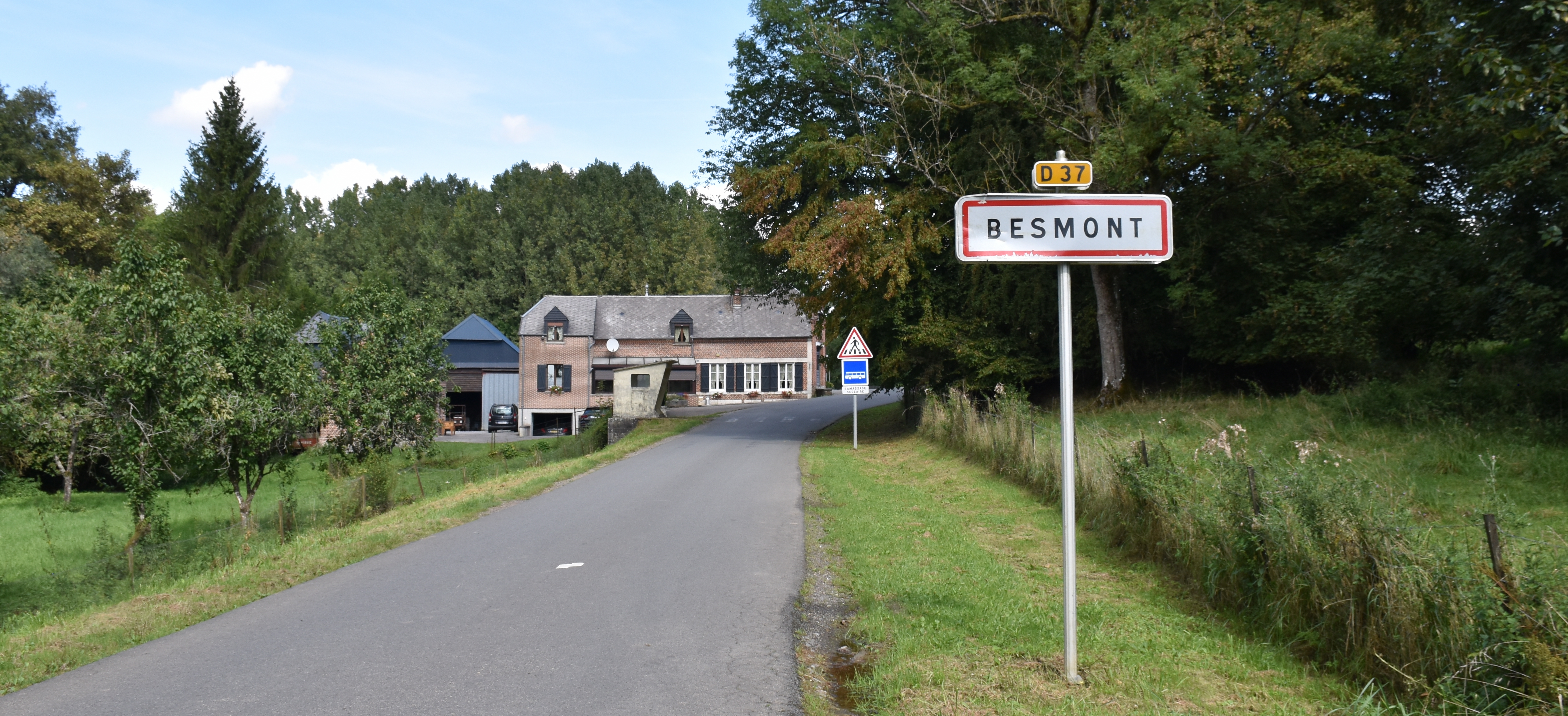
Une entrée de la commune.

### Hydrographie
La commune est située dans le bassin Seine-Normandie. Elle est drainée par le Goujon, le cours d'eau 01 de la Briquetterie, le cours d'eau 02 de la commune de Besmont, le cours d'eau 04 de la commune de Coingt, le cours d'eau 05 de la commune de Iviers, le fossé 01 de la Fontaine des Roitelets, le fossé 01 de la Rue des Lamberts, le fossé 02 de la commune de Bucilly, le fossé 04 des Vignes, le fossé 05 des Vignes, le fossé 08 de la commune de Besmont, le fossé 11 de la commune de Besmont, le fossé de Bocquet Génot, le fossé de la Chevalerie, le fossé des Trois Fontaines, le fossé du Canarin, le fossé du Fond Simonnet, le fossé Génot et le ruisseau du Coq Banni,,.
Le Goujon, d'une longueur de 13 km, prend sa source dans la commune de Aubenton et se jette  dans le Ton à Martigny, après avoir traversé cinq communes.

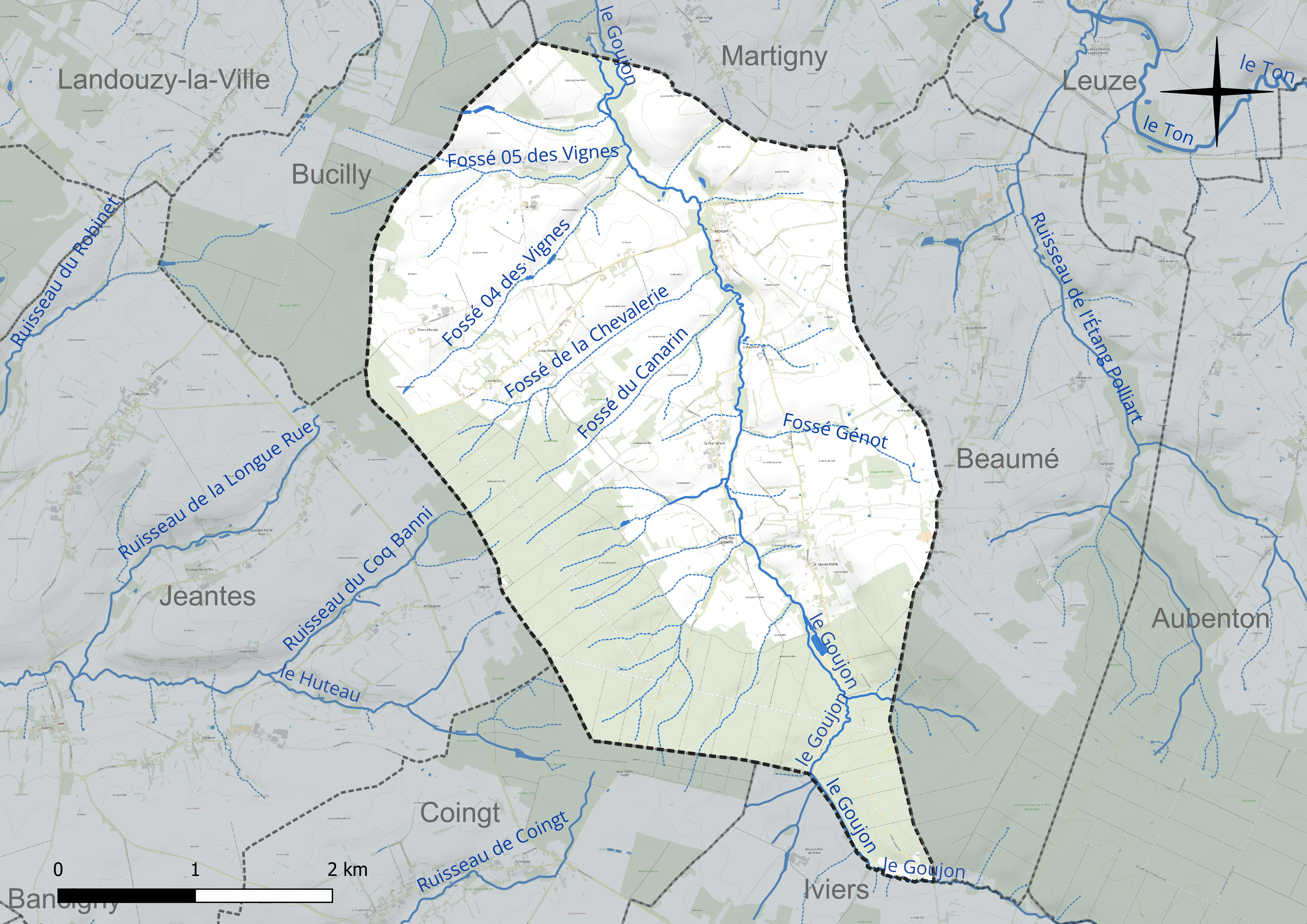
Réseau hydrographique de Besmont.

### Climat
Pour des articles plus généraux, voir Climat des Hauts-de-France et Climat de l'Aisne.
En 2010, le climat de la commune est de type climat des marges montargnardes, selon une étude du CNRS s'appuyant sur une série de données couvrant la période 1971-2000. En 2020, Météo-France publie une typologie des climats de la France métropolitaine dans laquelle la commune est exposée à un climat océanique altéré et est dans la région climatique Nord-est du bassin Parisien, caractérisée par un ensoleillement médiocre, une pluviométrie moyenne régulièrement répartie au cours de l'année et un hiver froid (3 °C).
Pour la période 1971-2000, la température annuelle moyenne est de 9,8 °C, avec  une amplitude thermique annuelle de 15,4 °C. Le cumul annuel moyen de précipitations est de 902 mm, avec 13,2 jours de précipitations en janvier et 9,9 jours en juillet. Pour la période 1991-2020 la température moyenne annuelle observée sur la station météorologique la plus proche, située sur la commune de Fontaine-lès-Vervins à 16 km à vol d'oiseau, est de 10,5 °C et le cumul annuel moyen de précipitations est de 826,3 mm,. Pour l'avenir, les paramètres climatiques de la commune estimés pour 2050 selon différents scénarios d'émission de gaz à effet de serre sont consultables sur un site dédié publié par Météo-France en novembre 2022.

## Urbanisme

### Typologie
Au 1er janvier 2024, Besmont est catégorisée commune rurale à habitat très dispersé, selon la nouvelle grille communale de densité à 7 niveaux définie par l'Insee en 2022.
Elle est située hors unité urbaine. Par ailleurs la commune fait partie de l'aire d'attraction d'Hirson, dont elle est une commune de la couronne,. Cette aire, qui regroupe 26 communes, est catégorisée dans les aires de moins de 50 000 habitants,.

### Occupation des sols
L'occupation des sols de la commune, telle qu'elle ressort de la base de données européenne d'occupation biophysique des sols Corine Land Cover (CLC), est marquée par l'importance des territoires agricoles (65,9 % en 2018), une proportion identique à celle de 1990 (65,9 %). La répartition détaillée en 2018 est la suivante : 
prairies (41,2 %), forêts (29,9 %), terres arables (15,7 %), zones agricoles hétérogènes (9 %), milieux à végétation arbustive et/ou herbacée (2,6 %), zones urbanisées (1,6 %).
L'évolution de l'occupation des sols de la commune et de ses infrastructures peut être observée sur les différentes représentations cartographiques du territoire : la carte de Cassini (XVIIIe siècle), la carte d'état-major (1820-1866) et les cartes ou photos aériennes de l'IGN pour la période actuelle (1950 à aujourd'hui).

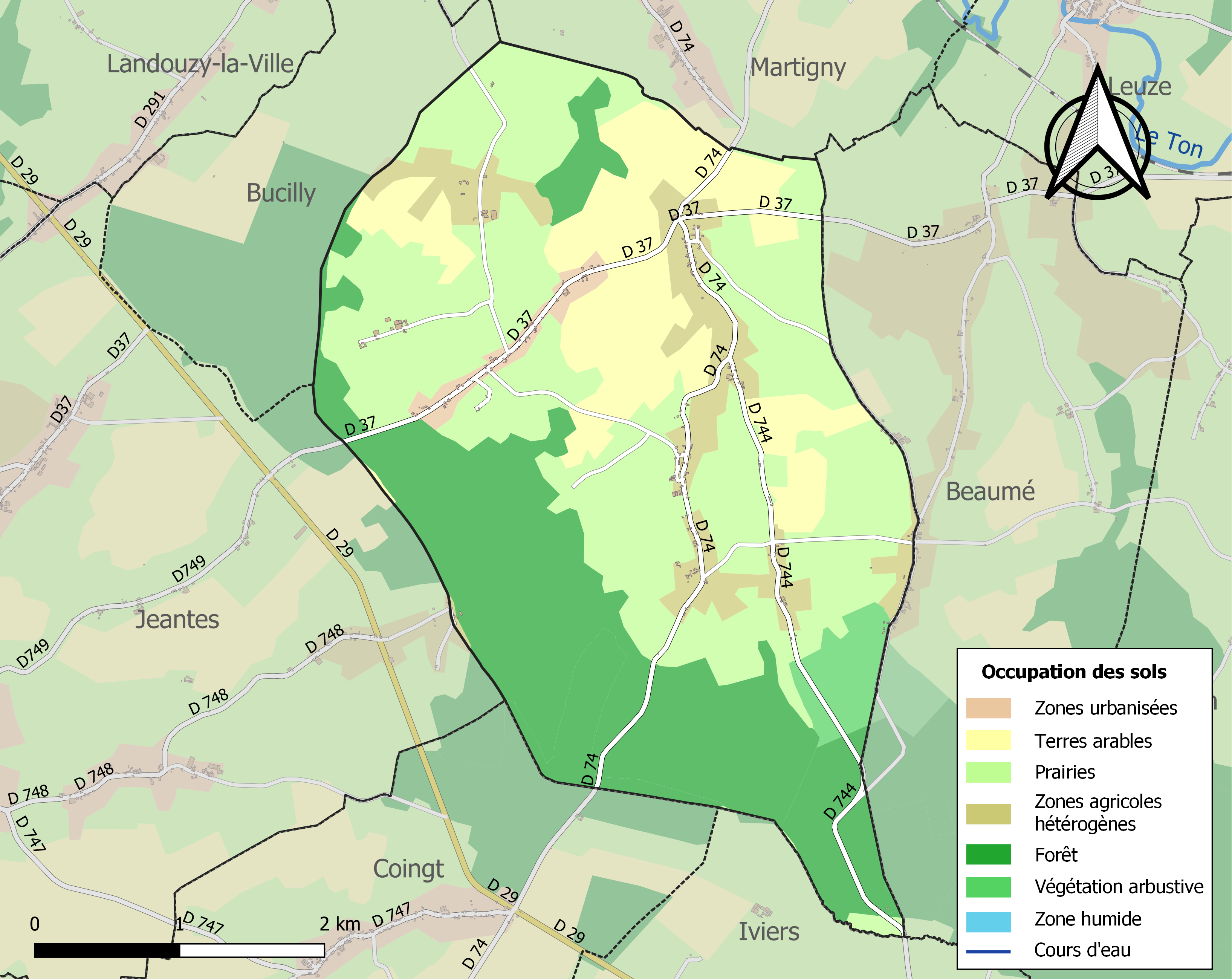
Carte des infrastructures et de l'occupation des sols de la commune en 2018 (CLC).

## Toponymie

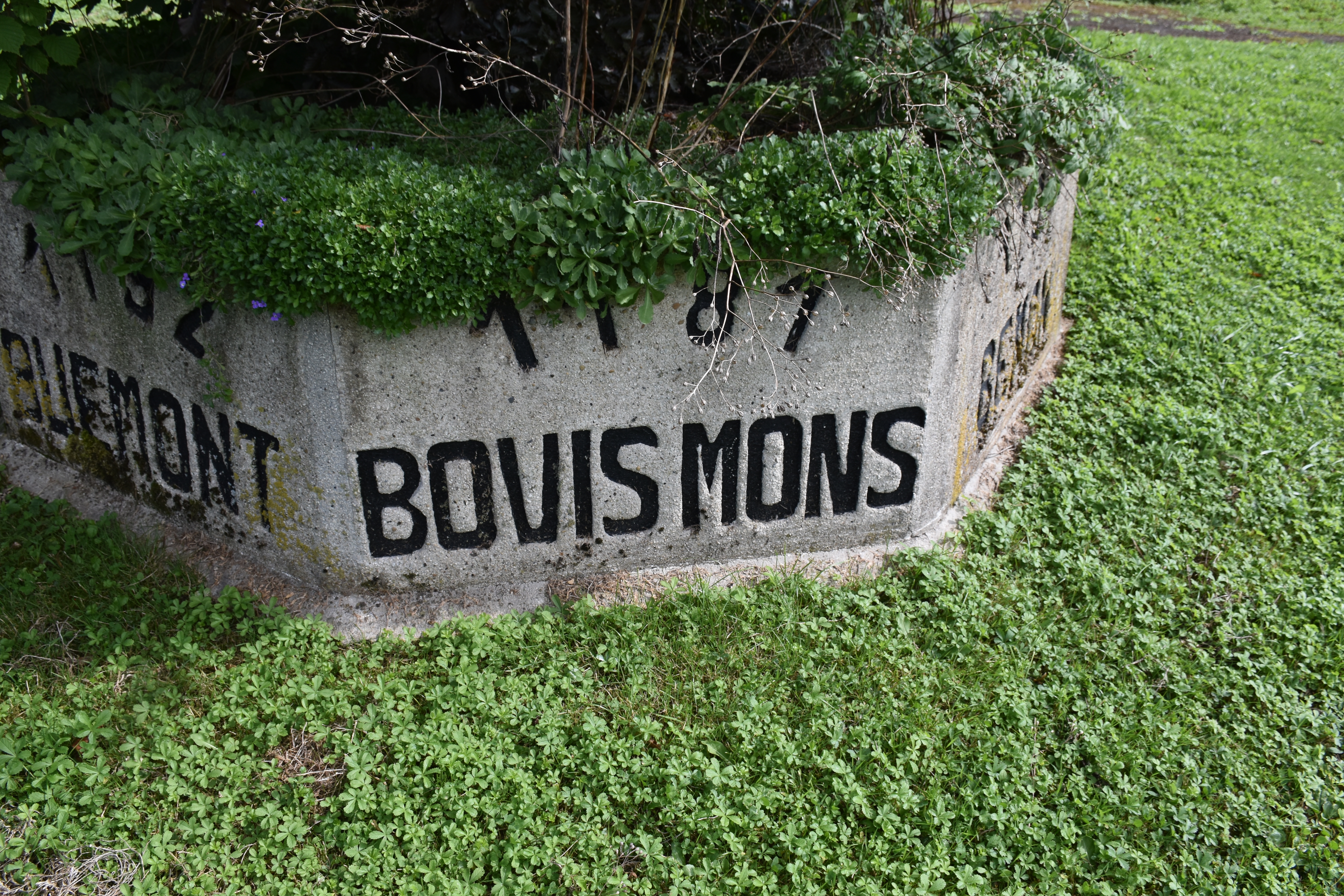
Bovismons en 1181.
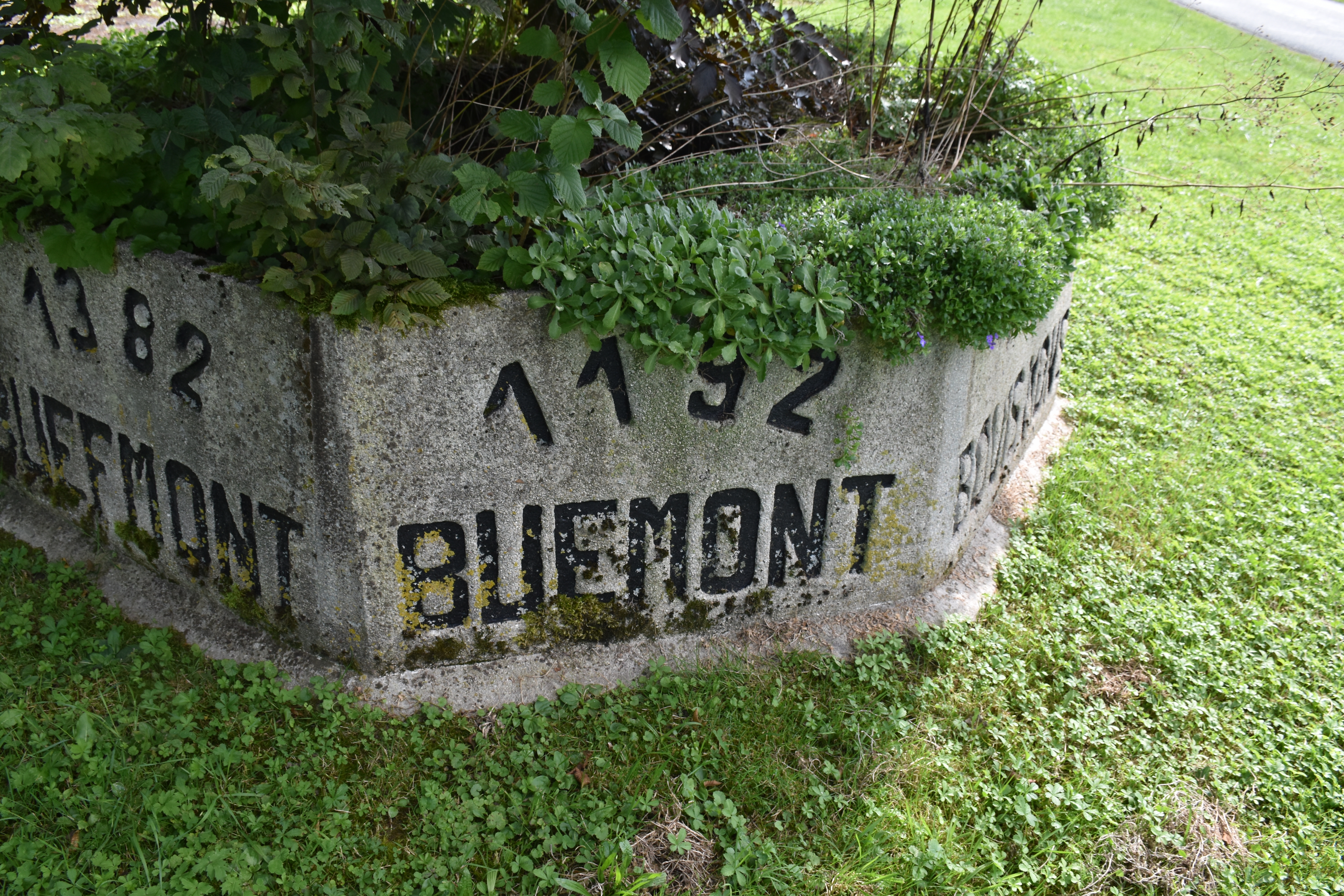
Buemont en 1192.
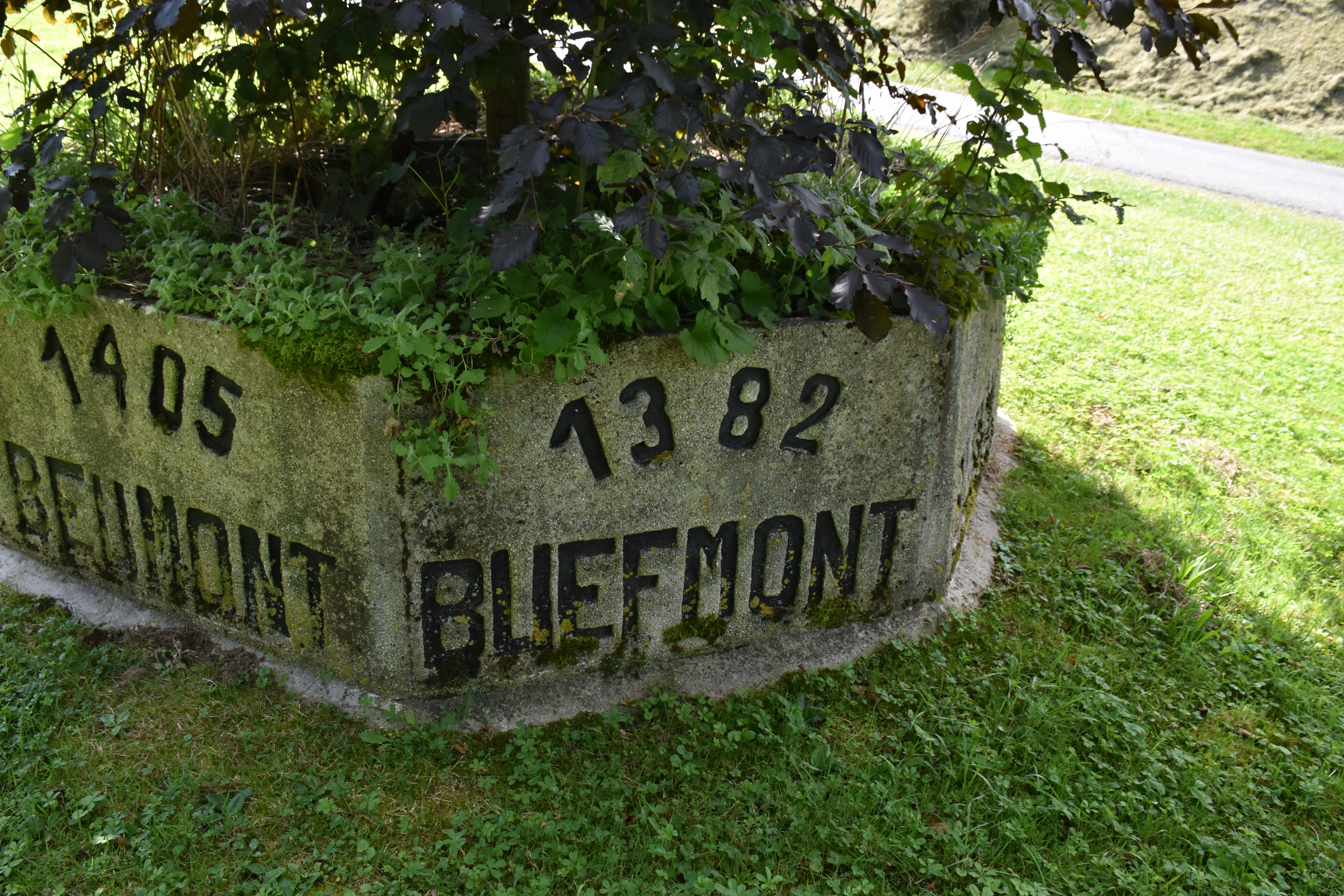
Buefmont en 1382.
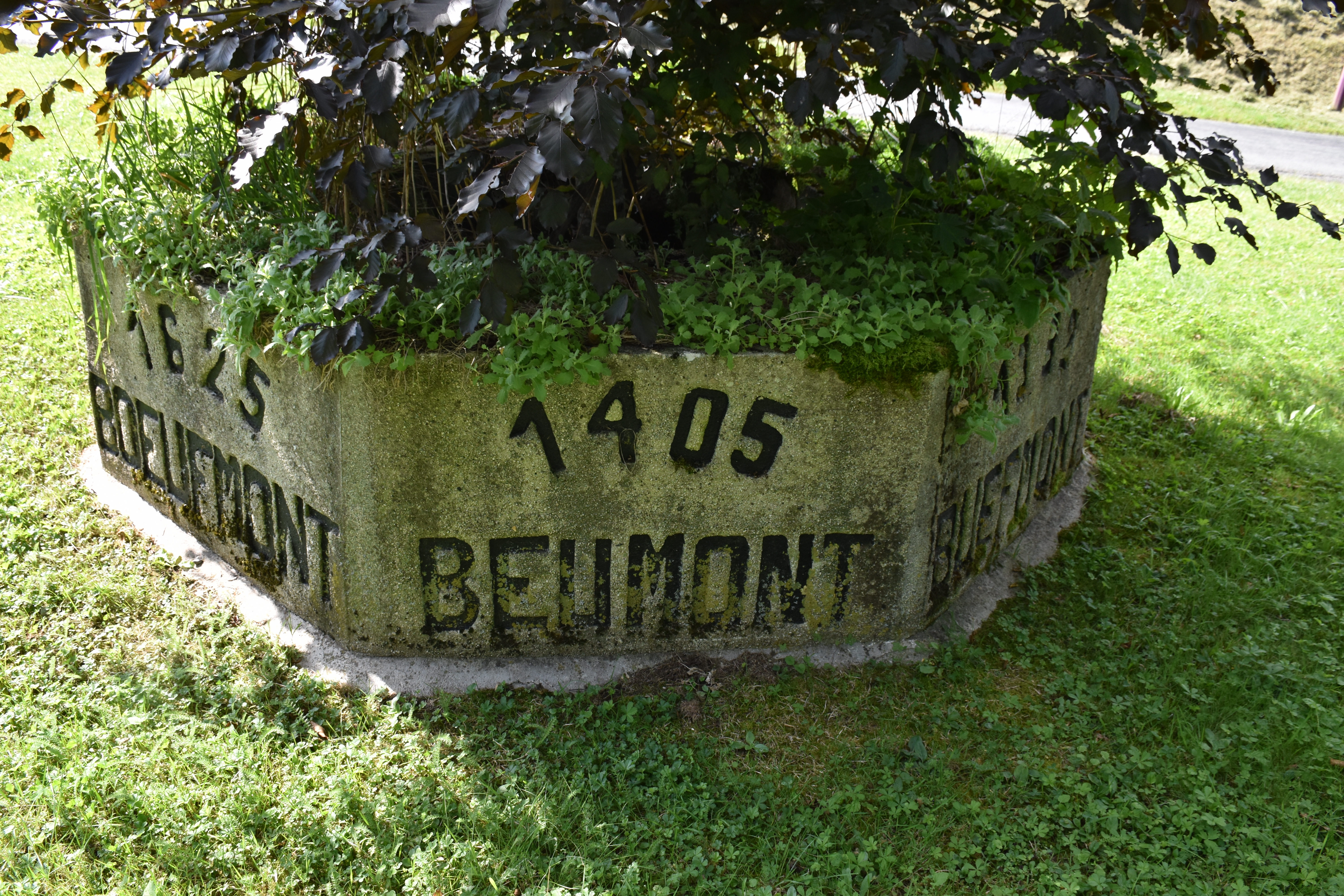
Beumont en 1405.
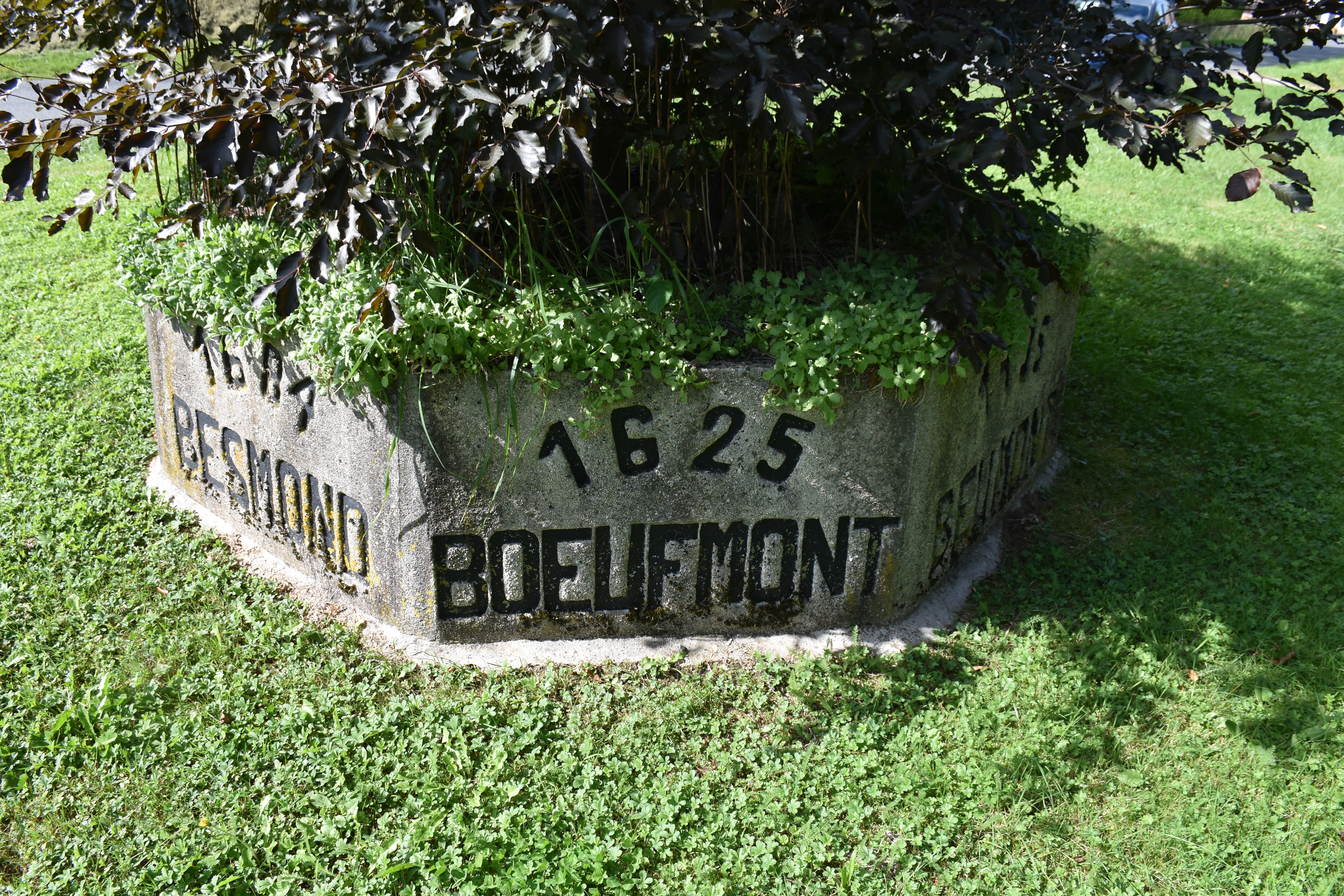
Boeufmont en 1625.
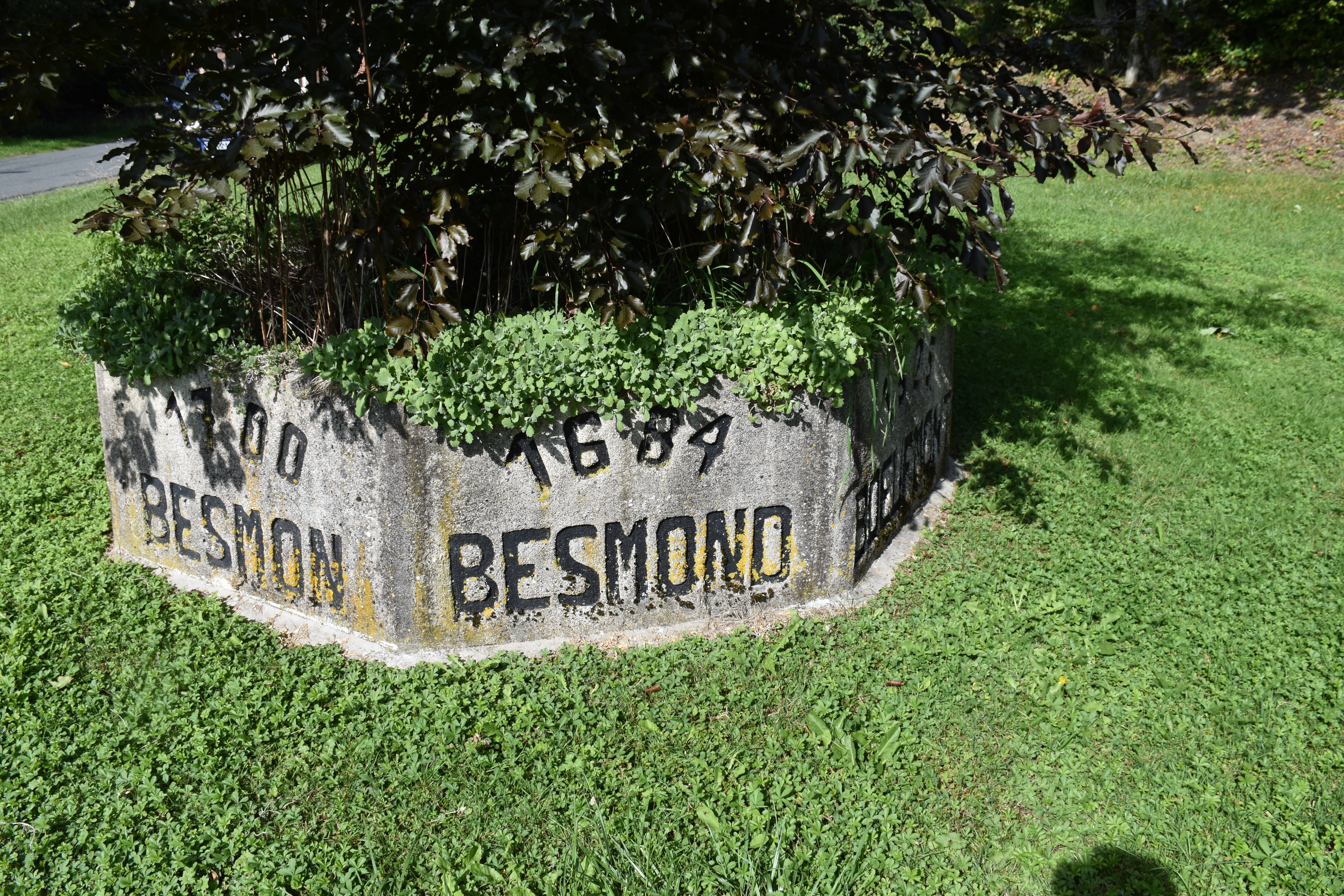
Besmond en 1684.
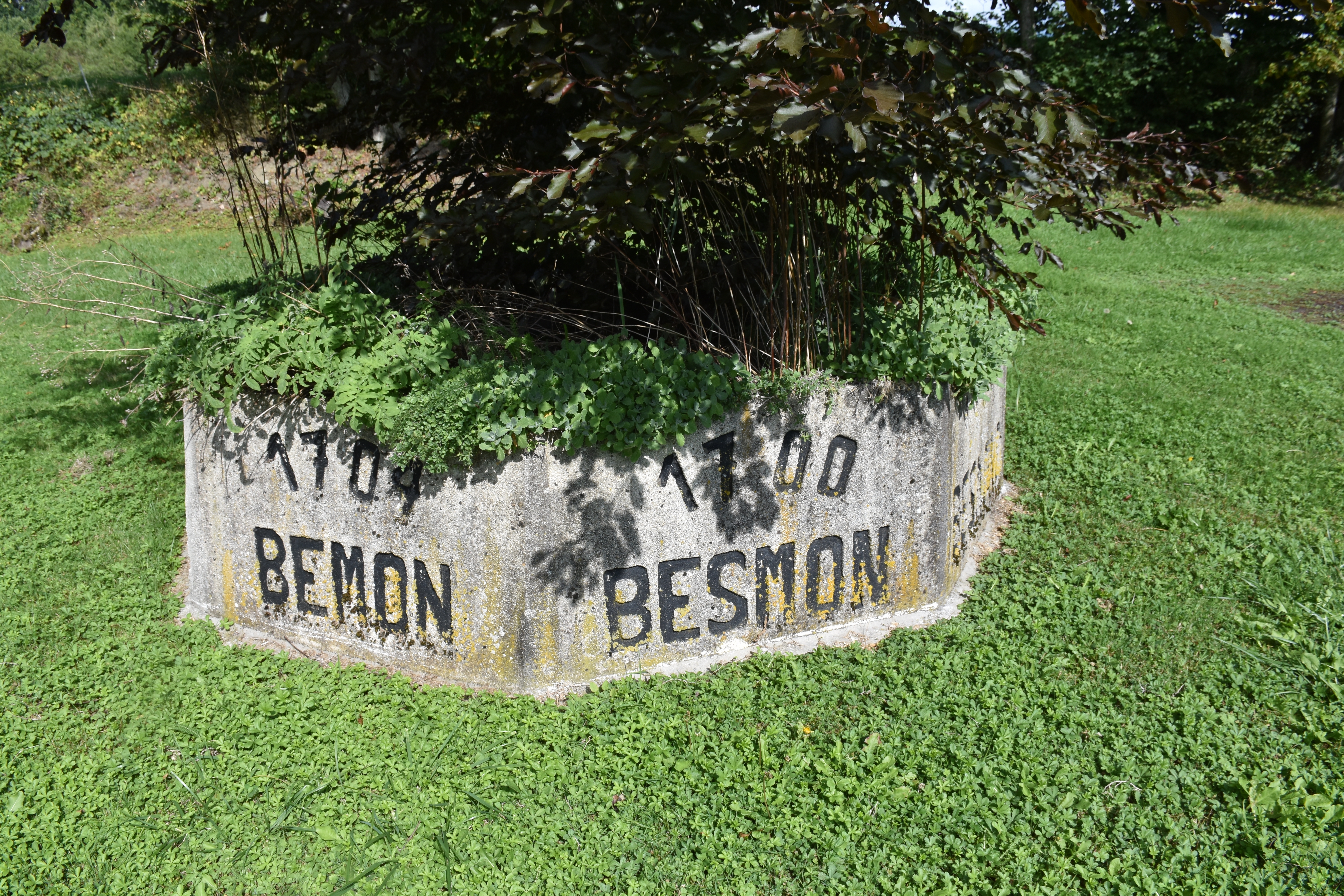
Besmon en 1700.
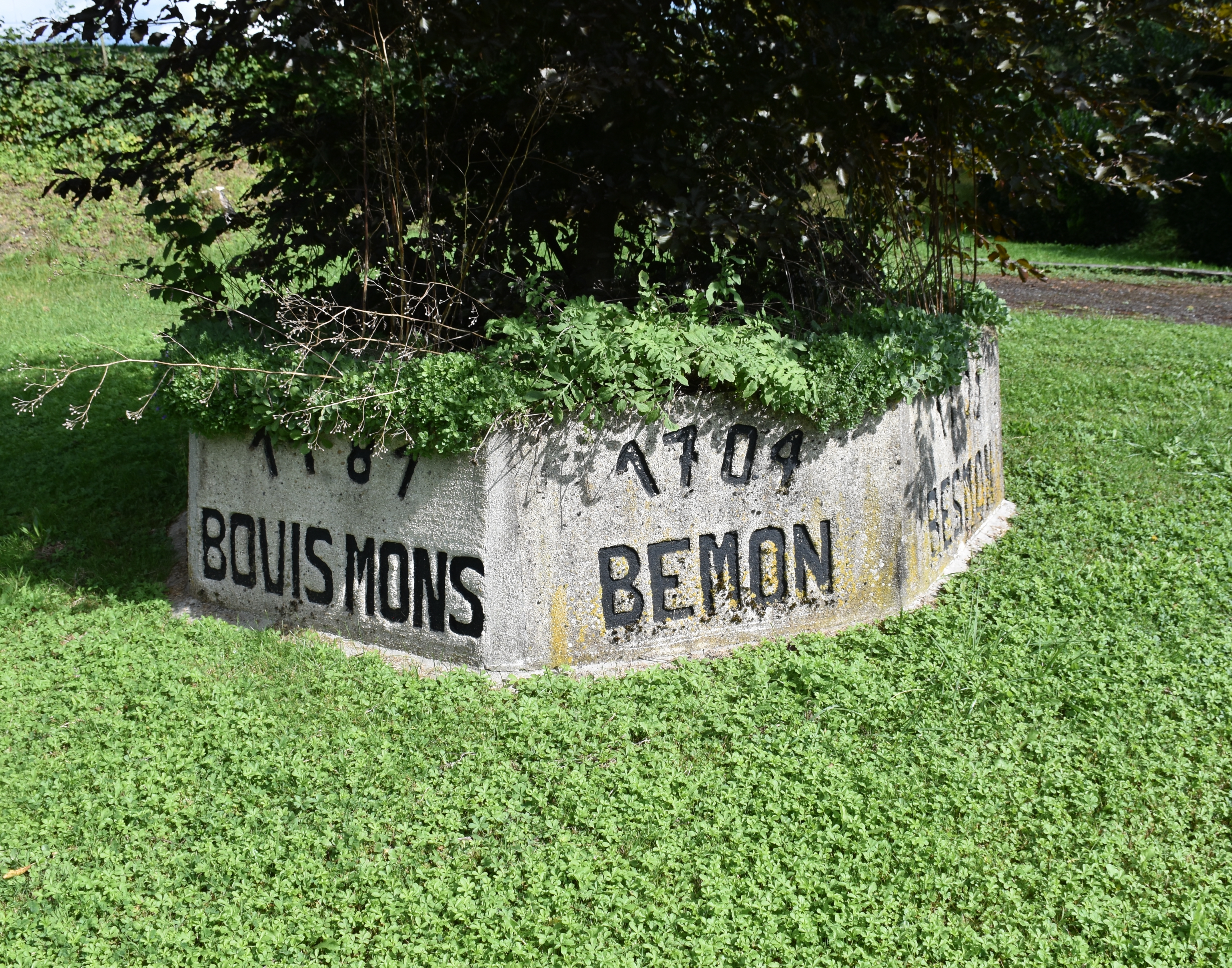
Bemont en 1704.

Le nom de la localité est attesté sous les formes Bovis-Mons (1181) ; Buemont (1192) ; Buefmont (1382) ; Beumont (1405) ; Beufmon, Bœufmont (1612) ; Beufmont (1625) ; Besmond (1684) ; Besmon (1700) ; Bémont (1714) ; Besmont-en-Thiérache (1705) ; Bémont sur la carte de Cassini vers 1750 et enfin  l'orthographe actuelle Besmont au XIXe siècle.
Besmont doit reproduire un Bovis montem : « (le) mont du bœuf ».
Autour du village, sont représentés des hameaux ou des fermes qui existent encore de nos jours :
- La Rüe des Blancs Champs
- La Cour des Bauchers
- La Rüe Génot
- La Rüe des Bourliers
- La Rüe des Maupins
- La Rüe des Lamberts
- La Tour du Diable
- La Rüe Charles
- Le Mont du Faux
- La Mérie était un château qui était déjà détruit en 1870[35].

## Histoire
Au XIVe siècle, la seigneurie de Besmont était dans les mains des seigneurs d'Aubenton. Elle passa ensuite aux ducs de Guise.
La carte de Cassini montre qu'au XVIIIe siècle, Besmont est une paroisse située sur la rive droite du ruisseau le Goujon.

## Politique et administration

### Découpage territorial
La commune de Besmont est membre de la communauté de communes des Trois Rivières (Aisne), un établissement public de coopération intercommunale (EPCI) à fiscalité propre créé le 29 décembre 1995 dont le siège est à Buire. Ce dernier est par ailleurs membre d'autres groupements intercommunaux.
Sur le plan administratif, elle est rattachée à l'arrondissement de Vervins, au département de l'Aisne et à la région Hauts-de-France. Sur le plan électoral, elle dépend du  canton d'Hirson pour l'élection des conseillers départementaux, depuis le redécoupage cantonal de 2014 entré en vigueur en 2015, et de la troisième circonscription de l'Aisne  pour les élections législatives, depuis le dernier découpage électoral de 2010.

### Administration municipale
| Période                                  | Période                       | Identité                        | Étiquette | Qualité                                            |
| ---------------------------------------- | ----------------------------- | ------------------------------- | --------- | -------------------------------------------------- |
| Les données manquantes sont à compléter. |                               |                                 |           |                                                    |
|                                          | 1877                          | Léon-Joachim Guillaume-Lostonne |           |                                                    |
| Les données manquantes sont à compléter. |                               |                                 |           |                                                    |
| mars 2001                                | avril 2014                    | Renée Demarly                   |           |                                                    |
| 4 avril 2014                             | mai 2020                      | Pierre-Marie Verdier            | PDF       | Fonctionnaire de l'Assemblée nationale en retraite |
| mai 2020                                 | En cours (au 11 juillet 2020) | Michel Dru                      |           | Agriculteur retraité                               |

## Population et société

### Démographie
L'évolution du nombre d'habitants est connue à travers les recensements de la population effectués dans la commune depuis 1793. Pour les communes de moins de 10 000 habitants, une enquête de recensement portant sur toute la population est réalisée tous les cinq ans, les populations de référence des années intermédiaires étant quant à elles estimées par interpolation ou extrapolation. Pour la commune, le premier recensement exhaustif entrant dans le cadre du nouveau dispositif a été réalisé en 2007.

En 2022, la commune comptait 137 habitants, en évolution de −12,18 % par rapport à 2016 (Aisne : −1,97 %, France hors Mayotte : +2,11 %).
| 1793 | 1800 | 1806 | 1821 | 1831 | 1836 | 1841 | 1846 | 1851 |
| ---- | ---- | ---- | ---- | ---- | ---- | ---- | ---- | ---- |
| 560  | 632  | 641  | 705  | 779  | 767  | 796  | 789  | 809  |

| 1856 | 1861 | 1866 | 1872 | 1876 | 1881 | 1886 | 1891 | 1896 |
| ---- | ---- | ---- | ---- | ---- | ---- | ---- | ---- | ---- |
| 776  | 758  | 770  | 768  | 751  | 718  | 691  | 637  | 616  |

| 1901 | 1906 | 1911 | 1921 | 1926 | 1931 | 1936 | 1946 | 1954 |
| ---- | ---- | ---- | ---- | ---- | ---- | ---- | ---- | ---- |
| 528  | 544  | 475  | 504  | 386  | 349  | 354  | 315  | 306  |

| 1962 | 1968 | 1975 | 1982 | 1990 | 1999 | 2006 | 2007 | 2012 |
| ---- | ---- | ---- | ---- | ---- | ---- | ---- | ---- | ---- |
| 259  | 216  | 180  | 158  | 165  | 146  | 148  | 148  | 158  |

| 2017 | 2022 | - | - | - | - | - | - | - |
| ---- | ---- | - | - | - | - | - | - | - |
| 152  | 137  | - | - | - | - | - | - | - |

## Culture locale et patrimoine

### Lieux et monuments
- Église Saint-Nicolas de Besmont.

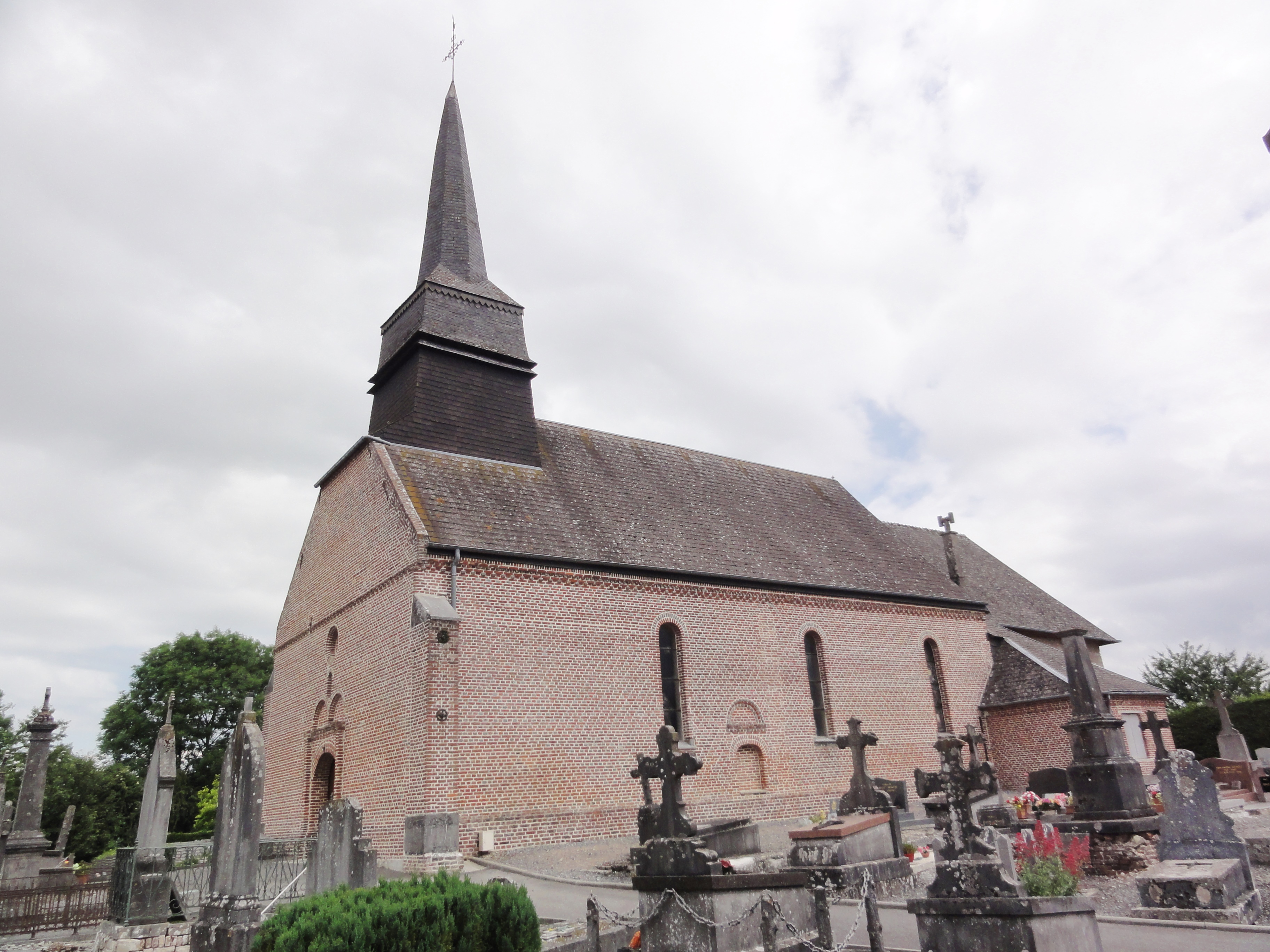
L'église Saint-Nicolas.
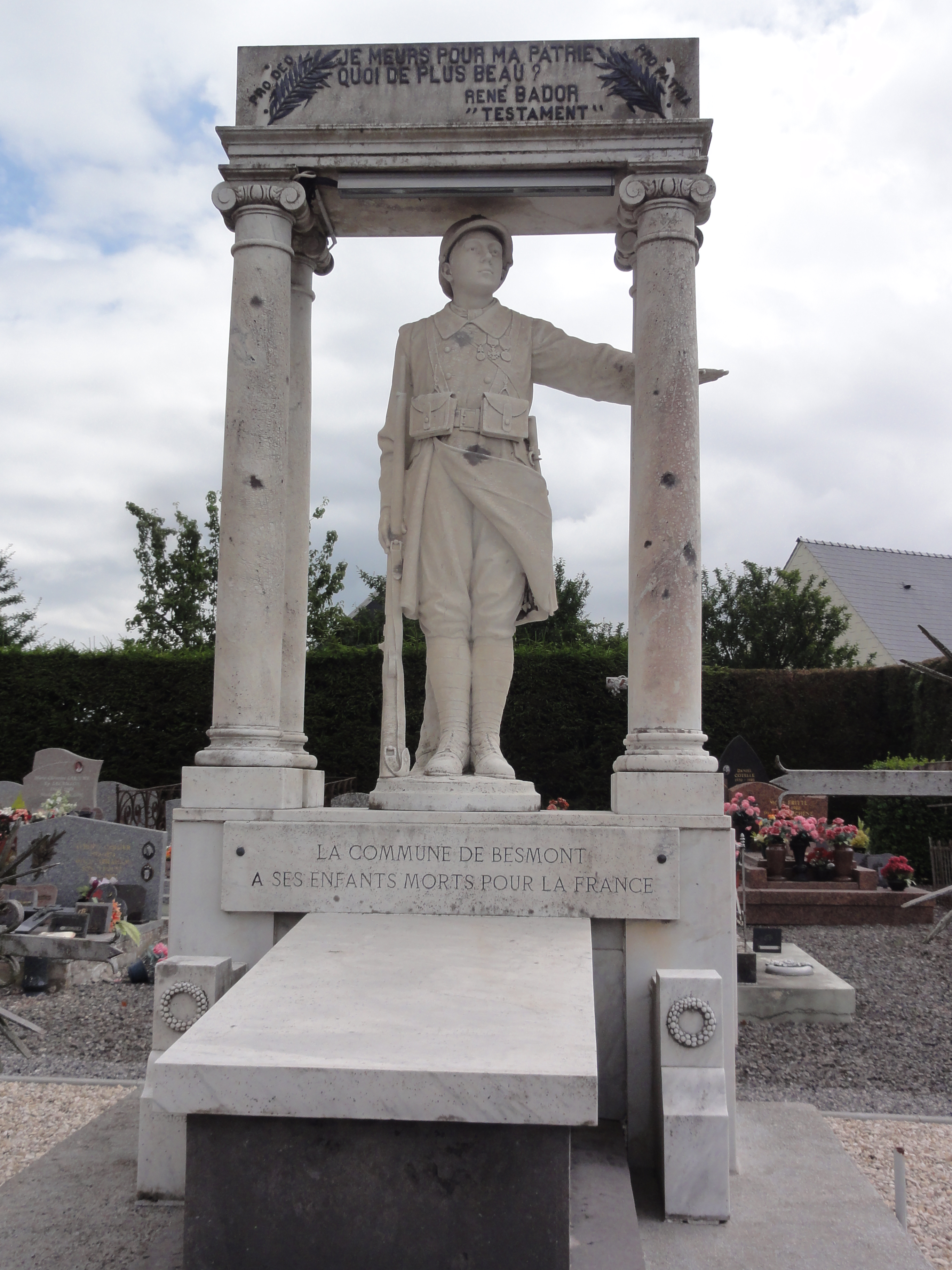
Monument aux morts.
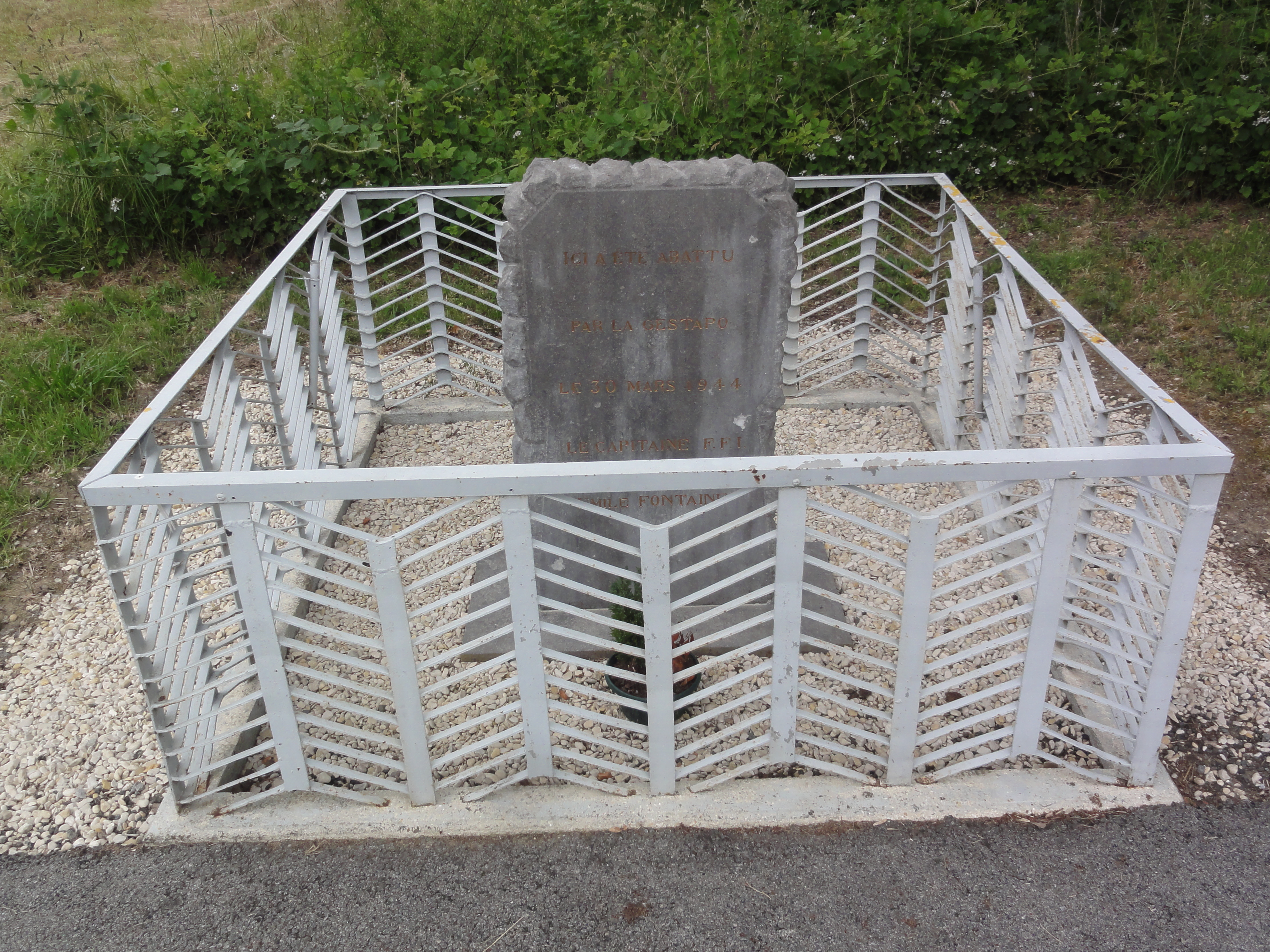
Mémorial Émile Fontaine.
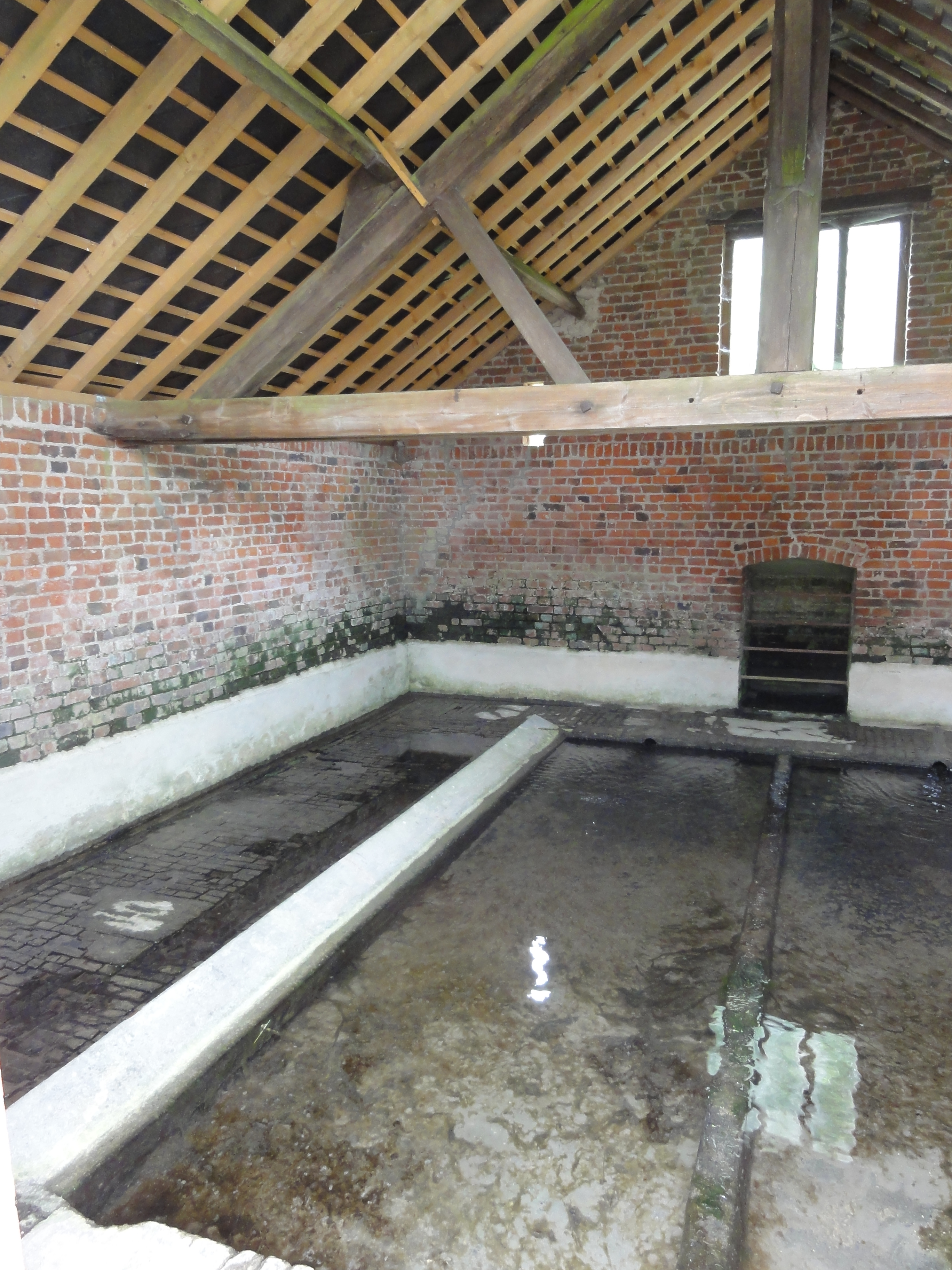
Lavoir au Bourrelier.
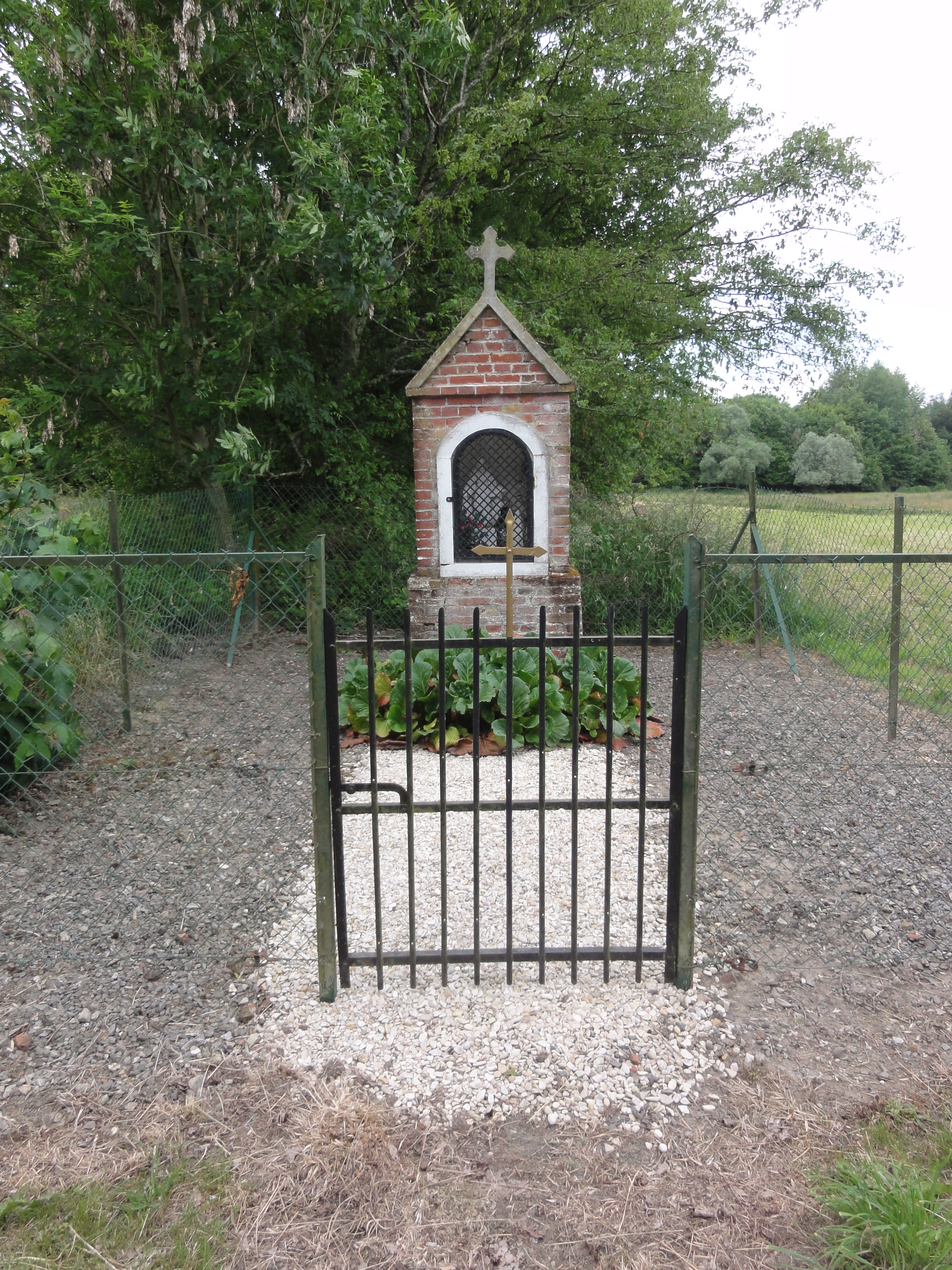
Oratoire au Bourrelier.

### Personnalités liées à la commune
Jean Louis Lonnoy, né en 1778 à Besmont, engagé volontaire en 1798, termine sa carrière militaire comme capitaine.  Chevalier de la Légion d'honneur en 1813.

## Pour approfondir